# André-Marie Oray
André-Marie Oray, né à Lyon le 31 mai 1815 et mort le 15 mai 1896 à Belleville, est un compositeur et chef d'orchestre français.

## Biographie
Sorti du Conservatoire à 18 ans, élève de Michele Carafa et Jacques-Fromental Halévy, il est violoniste dans des orchestres et devient chef d'orchestre du Théâtre Beaumarchais et du Théâtre des Folies-Dramatiques où il exerce pendant plus de vingt ans, on lui doit les musiques de diverses chansons et de scène sur des textes, entre autres, d'Eugène Clément, Céleste de Chabrillan, Stanislas de Charnal, Henri Auger de Beaulieu ou Édouard Brisebarre.